# Quende
Quende (llamada oficialmente Santiago de Quende) es una parroquia española del municipio de Abadín, en la provincia de Lugo, Galicia.

## Localización
Se ubica casi en el centro este del concejo, al este de la capital del concejo, y completamente regado por el río Abadín. La N-634 y la Autovía del Cantábrico, atraviesan la parroquia teniendo un buen acceso a la mayoría de las aldeas que tiene Quende. Su capital es Gontán.

## Organización territorial
La parroquia está formada por dieciséis entidades de población, constando diez de ellas en el nomenclátor del Instituto Nacional de Estadística español:
- A Casanova
- A Ribeira
- As Corgas
- Bouza (A Bouza)
- Candavade (Candabade)
- Carballiños (Os Carballiños)
- Fontepresa
- Fraamil (Framil)
- Gontán de Abaixo
- Gontán de Arriba
- Moncalvo
- O Campo
- O Outeiro
- Péreces (Os Péreces)
- Titos (Os Titos)
- Xesta (A Xesta)

## Demografía
| Gráfica de evolución demográfica de Quende entre 2000 y 2019 |
|                                                              |
| Datos según el nomenclátor publicado por el INE.             |

## Naturaleza
La parroquia de Quende se ubica dentro de un gran valle formado por el río Abadín; entre las estribaciones del Cordal de Neda y la Sierra del Gistral. Forma un paisaje que predomina grandes cerros y colinas; con bosques de pinos y abetos. Quende es atravesada por el Camino de Santiago del Norte, por lo que la cabecera de la parroquia es un lugar importante debido a ello. 
Actualmente, el lugar ha tenido una pequeña alteración del entorno por la construcción de la Autovía del Cantábrico.

## Patrimonio
La iglesia de Santiago de Quende, se ubica al SO de Fontepresa, al lado de la autovía, a la que cuenta con un buen cementerio. Según en el diccionario de Madoz, la iglesia es de construcción reciente.

## Camino de Santiago del Norte
Gontán es un pueblo que ha crecido mucho debido a la llegada de peregrinos a Santiago de Compostela. Aparte de contar un albergue, cuenta con un área recreativa y una playa fluvial.

### Playa fluvial de Gontán
La playa fluvial de Gontán, se ubica al N del pueblo, al lado del río Labrada; a la que cuenta con un puesto de socorro y un chiringuito, incluso tiene una pequeña biblioteca. Aparte, se celebra una gran sardiñada, a mediados de agosto; con conciertos y juegos para niños.